# Friedrich Schomerus

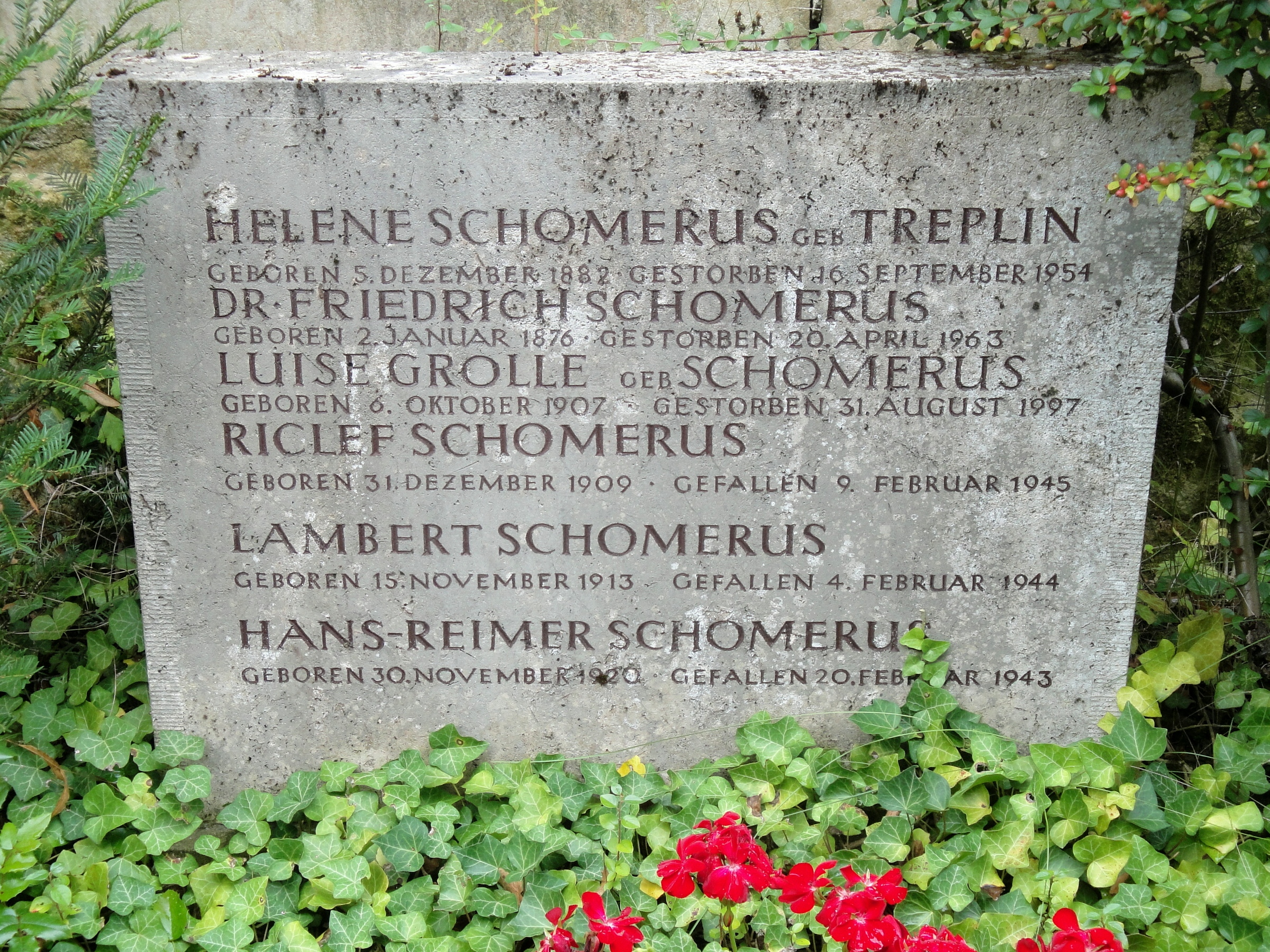
Grab von Friedrich Schomerus auf dem Nordfriedhof in Jena

Friedrich Riclef Schomerus (* 2. Januar 1876 in Marienhafe/Ostfriesland; † 20. April 1963 in Jena) war Personalabteilungsleiter der Firma Carl Zeiss in Jena, 1945–1949 Mitglied der Geschäftsleitung und Bevollmächtigter der Zeiss-Stiftung. Ehrenbürger der Stadt Jena.

## Herkunft
Schomerus entstammt einer alten Familie aus Nordwestdeutschland.
Seine Eltern waren der Marienhafener Arzt Cornelius Poppäus Schomerus (1835–1920) und dessen Ehefrau Friederike Ries (* 29. März 29; † 14. Januar 1842). Zu seinen Brüdern zählen der, Missionswissenschaftler und Indologe Hilko Wiardo Schomerus, der lutherische Theologe und Generalsuperintendent Wilhelm Schomerus und der Missionsdirektor Christoph Bernhard Schomerus (1871–1944).

## Leben
Nach der Jugend in Ostfriesland studierte er in Göttingen, Berlin, Leipzig und Tübingen Jura und Nationalökonomie. Während seines Studiums in Göttingen wurde er 1895 Mitglied der Schwarzburgbund-Verbindung Burschenschaft Germania. 1901 wurde er mit einer Arbeit über Die Lage der industriellen Arbeiter und die Wirkungen der Arbeiterschutzgesetzgebung in der Provinz Brandenburg zum Dr. sc. pol. promoviert. Schon sehr früh zeichnete ihn ein besonderes sozialpolitisches Interesse aus. 1901–1903 übernahm er die Stelle eines Geschäftsführers beim neu geschaffenen Hamburger Volksheim. Anschließend unternahm er im Auftrag des Delmenhorster Unternehmers Carl Lahusen eine mehrmonatige Studienreise, um in England und in den USA Informationen zur Situation der Industriearbeiterschaft zu gewinnen. Schomerus Bemühungen, Lahusen zu konkretem sozialreformerischem Engagement zu bewegen, blieben jedoch erfolglos.
1906 wurde Schomerus Personalabteilungsleiter der Carl-Zeiss-Stiftung in Jena. Dort arbeitete er an der Erhaltung und Weiterentwicklung des sozialpolitischen Erbes von Ernst Abbe. In Jena entfaltete er auch ein lebhaftes kommunal- und reichspolitisches Engagement. Von 1914 bis 1933 war er Mitglied der Stadtverordnetenversammlung und Vorsitzender der Fraktion der Deutschen Demokratischen Partei sowie Mitglied in Finanz- und im Bauausschuss der Stadt. Bis 1933 schrieb er im „Jenaer Volksblatt“ Kommentare zur Lokal- wie auch zur Reichspolitik. Daneben wirkte er in zahlreichen lokalen und regionalen Gremien, gehörte z. B. 1919 zu den Gründern der Thüringer Volkshochschule. Schomerus bezog konsequent Stellung zugunsten der Weimarer Republik und war Mitglied im Reichsbanner.
1933 wurde er im Zuge der Machtübernahme durch die Nationalsozialisten seiner Stellung als Leiter der Personalabteilung enthoben, ebenso fast aller seiner öffentlichen Ämter. Innerhalb von Carl-Zeiss wurde er nun mit weniger exponierten Aufgaben betraut. Als Vorstand der Carl-Zeiss-Siedlungsgemeinschaft war er verantwortlich für den Bau von 920 Eigenheimen und 240 Wohnungen.
Nach der Besetzung Jenas durch die amerikanischen Truppen wurde Schomerus wieder in seine Funktion als Personalchef eingesetzt. Nachdem die Amerikaner Thüringen geräumt und wesentliche Teile sowohl der Führung wie auch der Unterlagen der Firma mitgenommen hatten, gehörte er der neuen Geschäftsleitung an und war gleichzeitig Bevollmächtigter der Carl-Zeiss-Stiftung. Im Jahr der sowjetischen Demontage der Zeiss-Werke (1946) wurde Schomerus Mitglied der LDP-Fraktionen sowohl in der Jenaer Stadtverordnetenversammlung als auch im Thüringer Landtag in Weimar. Politischer Druck zwang ihn schließlich 1949 zur Niederlegung aller seiner Ämter. Die mittlerweile zum VEB umgewandelte Firma Carl-Zeiss versetzte ihn im selben Jahr in den Ruhestand.
Friedrich Schomerus war verheiratet mit Helene Treplin (1882–1954), einer Tochter des evangelischen Theologen August Wilhelm Martin Treplin und Schwester des Propstes und Vertreters der Bekennenden Kirche Hans Treplin. Er starb 1963 im Alter von 87 Jahren.

## Bibliographie (Auswahl)

### Eigene Schriften
Das Verzeichnis der Schriften von Friedrich Schomerus umfasst 73 Titel sowie zahlreiche Artikel in Tageszeitungen.
- Arbeiterwohlfahrtseinrichtungen in Holland. In: Der Arbeiterfreund 3 (1900).
- Die freien Interessenverbände für Handel und Industrie und ihr Einfluss auf die Gesetzgebung und Verwaltung. In: Jahrbuch für Gesetzgebung, Verwaltung und Volkswirtschaft im Deutschen Reich (1901), S. 57–138.
- Das Kleingewerbe. In: Sonderheit das Bäcker-, Konditor- und Fleischergewerbe, monographisch und statistisch bearbeitet. Diss., Kohlhammer-Verlag, Stuttgart 1902.
- Der Student und die soziale Frage. In: Grundfragen aus dem Schwarzburgbund 3 (1902).
- Das Arbeitsverhältnis im Jenaer Zeisswerk. Ein Bericht. Jena 1906; 8. Aufl. 1936.
- Geschichte des Jenaer Zeisswerkes 1846–1946. Piscator Verlag, Stuttgart 1952.
- Werden und Wesen der Carl-Zeiss-Stiftung, an der Hand von Briefen und Dokumenten aus der Gründungszeit (1886–1896). G. Fischer Verlag, Jena 1940; 2. Aufl. Stuttgart 1955.